# Johann Christian Schurries
Johann Christian Schurries (* 8. August 1700 in Braunschweig; † 20. August 1762 ebenda) war ein Bildhauer.

## Leben und Werk
Johann Christian Schurries gehörte zu einer Braunschweiger Bildhauerfamilie und war Enkel des Bildhauers Wilhelm Schorigus d. J. Sein älterer Bruder Heinrich Julius Schurries (getauft 30. Juni 1697; † 26. Oktober 1770) war ebenfalls Bildhauer, der in der fürstlichen Kattunfabrik als Formschneider arbeitete. Ein weiterer Bruder, Johann Heinrich Schurries (getauft am 23. Januar 1724; † 8. Dezember 1768), nannte sich gleichfalls Bildhauer. Von beiden sind keine Arbeiten bezeugt.
1740 erhielt Johann Christian Schurries den Auftrag, für die Prieche im südlichen Kirchenschiff der Martinikirche die Holzbildhauerarbeit anzufertigen. Diese Arbeit wurde mit 5 Talern 18 Groschen bezahlt, während der Tischler Johann Ulrich Staats für seine Arbeit an der Prieche 164 Taler 18 Mark erhielt. Schurries ergänzte an der Kanzel aus Alabaster und an einem Grabmal in der Martinikirche, wofür er 6 Taler und 9 Groschen ausbezahlt bekam.